# Línea 21 (autobuses urbanos de Granada)
La línea 21 es una línea circular de autobús urbano de la ciudad española de Granada. Es operada por la empresa Transportes Rober.
Realiza un recorrido circular en sentido horario por los ejes de Gran Vía y Camino de Ronda. Tiene una frecuencia media de 10 a 15 minutos.

## Recorrido
La línea 21 surge de la división de la precedente línea 11 en las líneas 11 y 21. Ambas son circulares que recorren los dos ejes principales de la ciudad, Gran Vía y Camino de Ronda, cada línea en un sentido. Fueron separadas para que la línea 21 accediera a El Serrallo, aumentando el servicio en la zona.
La mayoría de las paradas de esta línea son servidas por la línea 11 en sentido contrario, aunque esta línea no accede a El Serrallo.